# Albert Bahhuth
Albert Matta Bahhuth (ur. 6 października 1956 w Bejrucie) – amerykański duchowny katolicki, biskup pomocniczy Los Angeles od 2023 .

## Życiorys
Święcenia kapłańskie otrzymał 1 czerwca 1996 i został inkardynowany do archidiecezji Los Angeles. Przez kilkanaście lat pracował jako duszpasterz parafialny. W 2015 został wikariuszem generalnym archidiecezji. W 2021 został zwolniony z tego stanowiska i skierowany do parafii Świętej Rodziny w South Pasadena.
18 lipca 2023 papież Franciszek mianował go biskupem pomocniczym Los Angeles ze stolicą tytularną Vadesi. 
26 września 2023 przyjął święcenia biskupie w Katedrze Matki Bożej Anielskiej w Los Angeles. Głównym konsekratorem był arcybiskup Los Angeles José Horacio Gómez.  